# Декларация о человеческой природе
Декларация о человеческой природе (яп. 人間宣言 Нингэн-сэнгэн) — декларация японского императора о его человеческой, а не божественной природе.
1 января 1946 года император Сёва издал Императорский рескрипт об устроении новой Японии (新日本建設に関する詔書 син ниппон кэнсэцу ни кан суру сё:сё) и Императорский рескрипт о восстановлении нации (年頭、国運振興の詔書 нэнто:, кокуун синко: но сё:сё), получившие общее название «Декларации о человеческой природе» (人間宣言 нингэн-сэнгэн). Предполагалось, что эти два документа будут одними из последних действий императора в качестве самодержавного правителя Японии. Особое внимание Союзников и всего западного мира придавалось следующей фразе:
Связи между Нами и Нашим народом всегда строились на взаимном доверии и привязанности и не зависят от каких-то легенд и мифов. Они не определяются ложным представлением о том, что император будто бы обладает божественной природой, а японский народ превосходит прочие расы и предназначен для мирового господства.
Оригинальный текст (яп.)朕ト爾等國民トノ間ノ紐帶ハ、終始相互ノ信頼ト敬愛トニ依リテ結バレ、單ナル神話ト傳説トニ依リテ生ゼルモノニ非ズ。天皇ヲ以テ現御神トシ、且日本國民ヲ以テ他ノ民族ニ優越セル民族ニシテ、延テ世界ヲ支配スベキ運命ヲ有ストノ架空ナル觀念ニ基クモノニモ非ズ
На Западе принято считать, что так император отрёкся от вековых притязаний на то, что он происходит от богини солнца Аматэрасу, признав, что не является «живым богом». Однако точный смысл текста, написанного пышным и архаичным придворным стилем, спорен. В частности, вместо обычного для первого периода правления Хирохито слова «арахитогами» (現人神), «ками», «бог, являющийся человеком», «богочеловек» в нём используется менее распространенное выражение «акицу-миками» (現御神), что обычно переводят на европейские языки как «божество».
Сам император Сёва впоследствии заявлял, что отречение от божественной природы не цель рескриптов. Поскольку их текст начинается полным цитированием «Пяти пунктов Императорской клятвы» императора Мэйдзи, подлинным намерением было показать, что Япония уже стала демократической страной в эпоху Мэйдзи и не нуждается в насильственной демократизации, проводимой оккупантами. В интервью от 23 августа 1977 года император заявил, что хотел, чтобы японцы не забывали о гордости за свою страну.